# Protosialis hauseri
Protosialis hauseri là một loài côn trùng trong họ Sialidae thuộc bộ Megaloptera. Loài này được Contreras-Ramos et al. miêu tả năm 2005.